# Челгашинський сільський округ
Челгаши́нський сільський округ (каз. Шалғышы ауылдық округі, рос. Челгашинский сельский округ) — адміністративна одиниця у складі Карасуського району Костанайської області Казахстану. Адміністративний центр — село Челгаші.
Населення — 2554 особи (2021; 3518 у 2009, 3814 у 1999, 4478 у 1989).
Станом на 1989 рік у складі колишнього Октябрського району існували Прогреська сільська рада (село Прогрес), Цілинна сільська рада (село Цілинне) та Челгашинська сільська рада (села Жаниспай, Челгаші), з 1993 року — Прогреська сільська адміністрація, Цілинна сільська адміністрація та Челгашинський сільський округ. У період 1999-2009 років Прогреська сільська адміністрація та Цілинна сільська адміністрація були об'єднані в Цілинний сільський округ. 2019 року до складу округа була включена територія ліквідованого Цілинного сільського округу.

## Склад
До складу округу входять такі населені пункти:
| Населений пункт | Старі назви | Населення, осіб (1989) | Населення, осіб (1999) | Населення, осіб (2009) | Населення, осіб (2021) |
| --------------- | ----------- | ---------------------- | ---------------------- | ---------------------- | ---------------------- |
| Жаниспай, село  | -           | 452                    | 409                    | 396                    | 250                    |
| Прогрес, село   | -           | 623                    | 515                    | 194                    | 95                     |
| Цілинне, село   | -           | 1208                   | 1017                   | 1123                   | 877                    |
| Челгаші, село   | -           | 2195                   | 1873                   | 1805                   | 1332                   |